# Meng Keo Pichenda
Meng Keo Pichenda (pulir: Meng Keo Pichenda) es un popular cantante de Camboya nacida en 1974 y ha sido contratada para muchas empresas por sus servicios. Ella es la más joven de sus dos hermanas que son también cantantes y músicos, es muy bien conocida por su sonido único y equilibrado de tono de voz. Comenzó con música tradicionales jemer como el baile cuando era sólo una niña, y cuando ella cumplía los 17 años de edad que comenzó su carrera musical. Su estilo de música atrae a los jóvenes de Camboya, así como a los adultos. Meng desde que pasó los treinta años aún en un pueblo de Camboya sigue disfrutando de su música. Ella es considerada como una de las artistas más populares de hoy en su natal Camboya. Algunas de las pistas más recientes liberados están compuestos por Meng Keo Pichenda por sí misma.

## Discografía
Rasmey Hang Meas Production
- N.º 315 Tuk Phneit Leng Sou - Out of Control [Solo]
- N.º 305 Kramom Touk Ngo¹
- N.º 304 Touk Ngo Thnom Sneah¹ (2006)
- N.º 299 Goddess in the Heart [with Ren Saveth] (2006)
- N.º 297 Moonlight [with Sampoon Midada] (2006)
- N.º 293 The Pianist in Tear [with Preap sovath] (2006)
- N.º 292 We Are Family¹ [RHM Allstar]
- N.º 291 Background of Polish New Year¹ (2005)
- N.º 290 Tep Thida Sauy Jaiknamvah¹(2005)
- N.º 275 Lover's Fate¹(2005)
- N.º 271 Thnom Bes Doung¹(2005)
- N.º 261 Burned Heart [White Moon] [with Ren Saveth](2005)
- N.º 254 Pe Savong Soum Bes Doung¹
- N.º 253 Choung Snai Yueng Psaung¹
- N.º 252 Teveda Moha Songkrahnom¹
- N.º 251 We're Tomorrow¹[RHM Allstar]
- N.º 244 True Story [Solo]
- N.º 211 I Know, I Heard [Solo]
- N.º 198 Swallow Bird [Solo]

SSB Production
- N.º 28 Besdong Ronoughe¹
- N.º 26 Parent's Feeling ¹

Chlangden(Theungson)(New originals from 1995-2001) 
- N.º 214(1996) Reatrey Nao Hong Kong ¹
- N.º 214(1996) Akara Oun Sorsa Ouy Bong ¹
- N.º 238(1997) Bey Chnam Bong Tao Rean Phnom Penh¹
- N.º 238(1997) Penh Muoy Reatrey¹
- N.º 255(1997) Min Tomada¹
- N.º 255(1997) Tpol Kuoch¹
- N.º 255(1997) Pkay Snae¹
- N.º 297(1998) Pram Roy Kilometer Dol Angkor¹
- N.º 321(1999) Somross Bopha Kampuchea
- N.º 408(2001) Haet Avey?
- N.º DVD 37(2001) Pneik Tuoch

¹ Album mixed with Polish Various Artist
- Datos: Q5577972